# Rytidosperma penicillatum
Rytidosperma penicillatum là một loài thực vật có hoa trong họ Hòa thảo. Loài này được (Labill.) Connor & Edgar miêu tả khoa học đầu tiên năm 1979.